# Mike Rotunda
Lawrence Michael Rotunda (San Petersburgo, 30 de marzo de 1958) es un luchador profesional retirado estadounidense. Es mejor conocido por sus apariciones en la World Wrestling Federation y World Championship Wrestling en las décadas de 1980 y 1990 bajo los nombres de Mike Rotunda, Mike Rotundo, Michael Wallstreet, Irwin R. Schyster y V. K. Wallstreet.
Rotunda ganó numerosos campeonatos individuales y en parejas, incluido el Campeonato Mundial en Parejas de la NWA, el Campeonato Mundial de Televisión de la NWA y el Campeonato Mundial en Parejas de la WWF. El 23 de julio de 2022, fue incluido en el Salón de la Fama de la Lucha Libre Profesional George Tragos/Lou Thesz, y como miembro de The U.S. Express, Rotunda y Barry Windham fueron ingresados en el Salón de la Fama de la WWE en abril de 2024.

## Primeros años de vida
Rotunda nació el 30 de marzo de 1958 en San Petersburgo, Florida. Asistió a la escuela secundaria Newark Valley en Newark Valley, Nueva York. Se transfirió a la Owego Free Academy, donde se especializó en fútbol y lucha libre. Se graduó de la OFA en 1976. Participó en la lucha libre amateur, convirtiéndose en campeón seccional en la clase de 215 libras en 1976 y quedando cuarto en el Campeonato del Estado de Nueva York. Después de graduarse de la escuela secundaria, Rotunda asistió a la Universidad de Siracusa. Compitió en fútbol y lucha libre amateur, convirtiéndose en campeón de la Eastern Intercollegiate Wrestling Association en 1981, en la división de peso pesado y ganando cartas en 1977, 1978, 1979 y 1981.

## Carrera en lucha libre profesional

### Primeros años (1981-1984)
Después de graduarse de la Universidad de Siracusa, Rotunda viajó a Alemania, donde se entrenó como luchador profesional con The Destroyer. Debutó en 1981, luchando para promociones como Jim Crockett Promotions y Championship Wrestling from Florida.

### World Wrestling Federation (1984-1986)
Rotunda y Barry Windham se unieron a la World Wrestling Federation como The U.S. Express en 1984, tiempo durante el cual fue anunciado como Mike Rotundo en lugar de Rotunda. Ganaron el Campeonato Mundial en Parejas de la WWF dos veces, primero ante Dick Murdoch y Adrian Adonis en enero de 1985. El feudo más notable de U.S. Express fue con The Iron Sheik y Nikolai Volkoff, ante quienes perdieron el título en el primer WrestleMania. The U.S. Express recuperó los cinturones en junio de 1985, pero los perdió dos meses después ante Brutus Beefcake y Greg Valentine. Windham dejó la WWF poco después. Rotunda continuó luchando en combates individuales hasta que dejó la WWF, a principios de 1986.
Regresó brevemente a la WWF en el otoño de 1986 para formar equipo con «Golden Boy» Dan Spivey como una nueva versión de «The U.S. Express», pero fueron más o menos utilizados como un equipo jobber contra equipos prometedores como Demolition en house shows. No fueron considerados los principales contendientes.

### American Wrestling Association (1986)
The U.S. Express fue a la AWA para luchar en WrestleRock 86 el 20 de abril de 1986, derrotando aThe Fabulous Ones. El equipo no se quedó mucho tiempo ya que Windham dejó la AWA poco después de debutar. Rotunda permaneció unos meses más con poco éxito.

### Championship Wrestling from Florida (1987)
Rotunda dejó la WWF a principios de 1987 y regresó a Florida, donde ganó el Campeonato de Florida Peso Pesado de la NWA en marzo. Allí, tuvo un feudo con el stable «Shock Troops» de Sir Oliver Humperdink.

### Jim Crockett Promotions / World Championship Wrestling (1987-1991)
Más adelante en el mismo año, Rotunda se unió a Jim Crockett Promotions, afiliado de la National Wrestling Alliance, donde permaneció en el nivel medio de la cartelera como face antes de volverse heel y unirse a The Varsity Club de Kevin Sullivan, un grupo de luchadores con credenciales de lucha libre amateur. Rotunda comenzó a discutir con Rick Steiner, miembro del Varsity Club y graduado de la Universidad de Míchigan, sobre cuál de los dos tenía un alma mater superior. Esto, a su vez, llevó a los dos a discutir sobre cuál de ellos era el luchador superior.
Rotunda ganó el Campeonato Mundial de Televisión de la NWA de manos de Nikita Koloff en enero de 1988 y posteriormente le entregó su título peso pesado de Florida a Steiner. Luego comenzó una feudo con Jimmy Garvin, porque Sullivan deseaba a la esposa de Garvin, Precious. Steiner dejó el grupo y comenzó un feudo con Rotunda; los enemigos intercambiaron el Campeonato de Televisión antes de que Rotunda lo perdiera ante Sting.
"Dr. Death" Steve Williams y Dan Spivey se unieron al Varsity Club a finales de 1988, y Rotunda hizo equipo con Williams para ganar el Campeonato Mundial en Parejas de la NWA de manos de The Road Warriors. El árbitro Theodore Long cambió a heel durante el combate y administró una rápida cuenta de tres, lo que permitió a Rotunda y Williams vencer a los campeones. Long se convirtió en mánager tras el controvertido arbitraje.
En mayo de 1989, Williams y Rotunda fueron despojados del título y, poco después de que Sullivan y Rotunda concluyeran un feudo con The Steiner Brothers, Rotunda abandonó brevemente la NWA. Regresó en 1990 como face bajo el nombre de Captain Mike Rotunda, utilizando el gimmick de un armador. Formó un «equipo» (compuesto por Abdullah the Butcher y Norman the Lunatic) y tuvo un feudo con el nuevo stable de Kevin Sullivan, «Sullivan's Slaughterhouse» (Cactus Jack, Buzz Sawyer y Bam Bam Bigelow).
A mediados de 1990, Rotunda volvió a ser heel y se convirtió en Michael Wallstreet, con Alexandra York como su mánager, y fundaron The York Foundation. Los dos afirmaron saber (mediante análisis informáticos de la computadora portátil de York) cómo ganar cada combate y cuánto tiempo le tomaría a Wallstreet salir victorioso. En esta breve carrera estuvo invicto y, a menudo, aparecía un cronómetro en pantalla para promover las afirmaciones del dúo. La asociación terminó cuando Rotunda dejó la NWA para asumir un nuevo rol en la WWF, en enero de 1991.

### World Wrestling Federation (1991-1995)

#### 1991-1992
Rotunda regresó a la WWF en abril de 1991, convirtiéndose en Irwin R. Schyster, abreviado como I.R.S.. Schyster tenía un gimmick de ser un exrrecaudador de impuestos de Washington D. C. (sus iniciales eran un juego de palabras con que eran también las iniciales del Internal Revenue Service, el nombre en inglés del Servicio de Impuestos Internos de los Estados Unidos), acosando a los luchadores y fanes como «evasores de impuestos» y regañándolos para que «paguen su parte justa». Por ejemplo, en un show en Rhode Island, atacaba al estado por ser un paraíso fiscal para los dueños de yates de Nueva York, o cuando luchaba en Nuevo Hampshire, criticaba a los fanes de allí por no tener que pagar un impuesto estatal sobre la renta. Cuando luchó en Inglaterra en SummerSlam 1992, amonestó a la multitud por no pagar impuestos y, por tanto, ser una carga para la Familia Real. Para añadir aún más a este personaje, uno de sus movimientos finales se llamó The Write-Off («La cancelación [de impuestos]», un flying clothesline hacia un oponente que se aproxima).
Hizo su debut en PPV en SummerSlam 1991, derrotando a Greg «The Hammer» Valentine. Schyster también llegó a la final del torneo King of the Ring de 1991, derrotando a The Berzerker, Hacksaw Jim Duggan y Jerry Sags antes de perder ante Bret Hart en la final. Luego tuvo un breve feudo con Big Boss Man en el otoño de 1991. Esto culminó en una lucha de eliminación por equipos en Survivor Series, donde hizo con The Natural Disasters, siendo derrotados por Big Boss Man y The Legion of Doom (los antiguos Road Warriors). 

#### Money Inc. (1992-1993)
En enero de 1992, compitió en el Royal Rumble, entrando en el #18 y duró 28 minutos, lo que le dio la tercera duración más larga detrás de Roddy Piper y el ganador Ric Flair. En febrero de 1992, Schyster formó el equipo Money Inc. con Ted DiBiase; los dos ganaron juntos el Campeonato en Parejas de la WWF tres veces y fueron el equipo en parejas dominante de 1992-1993. En los dieciocho meses que Money Inc. estuvo juntos, mantuvo los títulos durante un total de casi catorce meses.
El primer reinado del título de Money Inc. fue a expensas de The Legion of Doom, lo que convirtió a Rotunda en el único luchador que los derrotó dos veces por un título en parejas. Luego tuvieron un feudo con The Natural Disasters, perdiendo los títulos y luego recuperándolos unos meses después. Finalmente, en la primavera de 1993, Money Inc. entró en un feudo de meses con The Steiner Brothers, y en junio los dos equipos intercambiaron los títulos tres veces en diez días, con DiBiase e IRS perdiendo el título en parejas dos veces ante los Steiners. Ted DiBiase se retiró de la lucha libre para convertirse en comentarista en el verano de 1993, lo que provocó que Schyster volviera a la competición individual después de un último intento de recuperar los títulos en pareja en una lucha en jaula antes de SummerSam 1993 en un esfuerzo fallido contra los Steiner.

#### The Million Dollar Corporation (1994-1995)
Después de que Money Inc. se disolviera, IRS tuvo un feudo con Razor Ramon, desafiándolo por el Campeonato Intercontinental en Royal Rumble. Aunque Schyster aparentemente había ganado el título después de la interferencia de Shawn Michaels, un segundo árbitro reinició el combate, sin que Schyster lo supiera, quien luego recibió el Razor's Edge mientras celebraba con el cinturón del título. Schyster luego tuvo un feudo con Tatanka, a quien acusó de no pagar un impuesto sobre donaciones por un «tocado sagrado» que recibió de Chief Jay Strongbow.
A mediados de 1994 se unió a The Million Dollar Corporation de su exsocio DiBiase, a menudo haciendo equipo con el también miembro Bam Bam Bigelow, en un esfuerzo infructuoso por recuperar el oro en parejas. Más tarde, Schyster se volvió a centrar en la lucha libre individual. Su feudo con The Undertaker incluyó que Schyster embargara la lápida de un niño e interfiriera en un Casket Match entre The Undertaker y Yokozuna. Cuando los dos finalmente se enfrentaron en Royal Rumble 1995, The Undertaker salió victorioso luego de un chokeslam, pero Schyster robó su urna después del combate. Luego, IRS compitió con menos frecuencia en televisión. Sus últimas tres apariciones en televisión fueron una derrota ante Savio Vega en un combate clasificatorio para King of the Ring en junio de 1995, la edición del 17 de julio de 1995 de Monday Night Raw en un esfuerzo perdedor contra Shawn Michaels y más tarde ese mes como lumberjack en In Your House 2: The Lumberjacks. Su última aparición se produjo el 30 de julio de 1995, en un house show en Jean (Nevada), donde desafió sin éxito a Shawn Michaels por el Campeonato Intercontinental. Después de esto, Rotunda abandonó la WWF.

### Regreso a la WCW (1995-2000)
Rotunda regresó a la WCW en septiembre de 1995. En el debut de WCW Monday Nitro, que se emitió el 4 de septiembre de 1995, fue presentado como Michael Wallstreet, pero en el siguiente episodio era conocido como V. K. Wallstreet («V. K.» siendo una alusión a Vincent Kennedy McMahon) con el locutor Eric Bischoff preguntándole a Bobby Heenan al aire por qué su nombre había cambiado repentinamente. Rotunda usó el nombre durante casi un año mientras luchaba en una posición media-inferior en la cartelera. El punto culminante de esta carrera llegó en el Battlebowl de 1996, donde formó equipo con Jim Duggan y llegó a las semifinales antes de perder ante Dick Slater y Earl Robert Eaton. Finalmente, su nombre volvió a ser Michael Wallstreet y Mr. Wallstreet, y en diciembre de 1996, se unió a nWo después de que su excompañero de equipo Ted DiBiase le ofreciera una membresía. Mientras que estaba en la nWo, Wallstreet se mantuvo en la zona media baja de la cartelera. Su lucha de más alto perfil en este período fue una derrota ante Jeff Jarrett en nWo Souled Out en enero de 1997. En el episodio del 21 de abril de Nitro, Wallstreet se vio obligado a abandonar la nWo cuando su contrato con la nWo fue declarado nulo y sin efecto por J.J. Dillon, debido a su contrato preexistente con la WCW. Después de ser expulsado de la nWo, continuó estando en contra de la WCW vistiendo una camiseta anti-WCW en el ring y protestando por lo que dijo Dillon. En el verano de 1997, se fue a New Japan Pro-Wrestling y fue miembro de nWo Japan.
Hizo sólo una aparición en la WCW en 1998 con su nombre real, perdiendo ante Booker T el 31 de enero en Boston Brawl.
Regresó (como Mike Rotunda) a WCW en Starrcade 1999, reformando el Varsity Club con Rick Steiner y Kevin Sullivan para formar equipo con Jim Duggan contra The Revolution (Shane Douglas, Dean Malenko, Perry Saturn y Asya). Su equipo perdió cuando abandonaron a Duggan durante el combate. A principios de 2000, participó en un torneo Lethal Lottery por el Campeonato Mundial en Parejas de la WCW que quedó vacante, junto con Buzzkill. Los dos derrotaron a Dean Malenko y Konnan en la primera ronda, pero perdieron en cuartos de final ante The Harris Brothers. Rotunda dejó WCW en la primavera de 2000. Regresó a Japón y también hizo algunas apariciones para el World Wrestling Council en Puerto Rico.

### New Japan Pro-Wrestling (1997-1999, 2001)
Rotunda regresó a New Japan Pro-Wrestling en el verano de 1997 (como Michael Wallstreet), donde se unió a nWo Japan. Estuvo de gira a tiempo completo con New Japan y fue utilizado en la cartelera intermedia. Como muchos gaijin, no fue utilizado en Dome Shows y quedó fuera de los principales torneos de New Japan, como el G1 Climax y los torneos Super Grade Tag League. Wallstreet participó en otros dos torneos. En mayo de 1998, formó equipo con Big Titan en un torneo por el vacante Campeonato en Parejas de la IWGP, perdiendo en la primera ronda ante Kensuke Sasaki y Kazuo Yamazaki. En septiembre de 1998, se asoció con Scott Norton en un torneo para decidir los contendientes número uno para el Campeonato Mundial en Parejas de la WCW. Llegaron a las semifinales, donde perdieron ante los eventuales ganadores del torneo, Kensuke Sasaki y Yuji Nagata.
En 1999, Masahiro Chono dejó nWo Japan y formó un nuevo grupo: Team 2000. Le siguieron Wallstreet y nWo Sting. Wallstreet, junto con el resto del Team 2000, tuvo un feudo con nWo Japan durante 1999. En diciembre, Rotunda dejó New Japan cuando lo llamaron nuevamente a WCW.
Regresó el 28 de octubre de 2001 para hacer equipo de una noche con Masahiro Chono derrotando a Hiroyoshi Tenzan y Satoshi Kojima .

### All Japan Pro Wrestling e IWA Japan (2000-2004)
Rotunda (como Mike Rotunda) regresó a All Japan Pro Wrestling en el verano de 2000, poco después del éxodo de Pro Wrestling NOAH. Reunió el Varsity Club, esta vez con "Dr. Death" Steve Williams. El equipo ganó la World's Strongest Tag Determination League 2000, y también desafió por el Campeonato Mundial en Parejas, contra Taiyo Kea y Johnny Smith el 24 de febrero de 2001, pero perdió.  A finales de 2001, Rotunda regresó al Team 2000 como parte de la rama All Japan y regresó a New Japan para un combate, el 28 de octubre, haciendo equipo con Chono para derrotar a Tencozy. Rotunda terminó el año formando equipo con Williams en la World's Strongest Tag Determination League de 2001, en la que terminaron en quinto lugar con 6 puntos.
En enero de 2002, Keiji Mutō saltó a All Japan y finalmente se convirtió en su propietario y presidente. Con la llegada de Mutō, una plantilla en crecimiento y lesiones persistentes, Rotunda volvió a la mitad de la cartelera. Ingresó al Champion Carnival 2002, finalizando en el 5.° lugar con 3 puntos. Poco después, ingresó al torneo Giant Baba Six Man Tag Team, haciendo equipo con Steve Williams y Yoji Anjo. El equipo llegó a las semifinales, perdiendo ante Genichiro Tenryū, Arashi y Nobutaka Araya. El 20 de julio de 2002, Rotunda y Williams entraron en la Copa Stan Hansen 4-Way y perdieron ante Mike Barton & Jim Steele, cuando Rotunda fue cubierto por Barton. En el otoño, Rotunda y Williams ingresaron a la World's Strongest Tag Determination League de 2002, terminando en cuarto lugar con 9 puntos. Rotunda dejó All Japan a principios de 2003, después de luchar en el New Year's Shining Series Tour. Trabajó para IWA Japan de 2003 a 2004.

### Retiro y apariciones esporádicas (2004-presente)
Rotunda se retiró de la lucha libre profesional de forma regular en 2004, pero todavía tuvo combates esporádicos y hace apariciones esporádicas.
Rotunda comenzó a dirigir una empresa de seguridad con su esposa en 2004.
En 2005, Rotunda formó equipo con su cuñado Barry Windham en WrestleReunion, perdiendo ante Larry Zbyszko y Ron Bass.
Rotunda fue recontratado por la WWE como agente de carretera en 2006 y ha aparecido como invitado como Irwin R. Schyster. Una de esas apariciones fue en la edición del 6 de agosto de 2007 de WWE Raw; Mr. McMahon estaba discutiendo sus problemas con el IRS con Jonathan Coachman, y cuando .terminó la conversación, Rotunda bajó el periódico que le cubría la cara (Financial Times) y se reveló.
Rotunda apareció como IRS en la edición del 15º aniversario de Raw del 10 de diciembre de 2007, ganando un battle royal de 15 hombres, solo para recibir un pago de su excompañero de equipo Ted DiBiase para eliminarse y darle la victoria a DiBiase. Este fue su último combate.
En el episodio del 10 de marzo de 2008 de Raw, The U.S. Express fue anunciado falsamente para una revancha de WrestleMania I contra Nikolai Volkoff y The Iron Sheik. Antes de que pudiera comenzar el combate, Jillian Hall se ofreció a cantar «Born in the U.S.A.» para ellos, Rotunda le dio una airplane spin y el espectáculo pasó a comerciales, poniendo fin efectivamente al feudo.
A principios de 2009, Rotunda apareció una vez más como IRS en múltiples segmentos de «Top Rope Theatre» en WWE.com. Desempeñó un papel destacado en la conspiración de la trama de la serie exclusivamente en línea, involucrando a Kelly Kelly en sus planes contra su archienemigo «Hacksaw» Jim Duggan.
IRS apareció en la edición del 7 de septiembre de 2009 de Raw, que fue presentado por Bob Barker. Jugó un juego de precios (similar al segmento de clasificación "One Bid" de The Price Is Right) junto con Santino Marella, Jillian Hall y Chris Jericho.
Rotunda apareció en un episodio de Monday Night Raw como un lumberjack en el «80s Legend Lumberjack Match», en el que Christian derrotó Ted DiBiase, Jr.
El 5 de mayo de 2010 en SmackDown, Rotunda ayudó a expulsar a Drew McIntyre de la arena.
El 7 de junio de 2010, IRS apareció en Raw en un segmento de comedia promocionando la nueva película The A-Team. Después de que Ted DiBiase Jr. y Virgil fueran confrontados por las estrellas del A-Team Quinton «Rampage» Jackson y Sharlto Copley, en personajes de B. A. Baracus y H. M. «Howling Mad» Murdoch, respectivamente, Ted llamó a su «tío Irwin» (una alusión a la asociación de larga data del padre de DiBiase Jr., Ted DiBiase, con IRS que se remonta a Money Inc.) en la sala donde Schyster anunció que había embargado la corona de Jerry Lawler, porque Lawler no había pagado los impuestos atrasados desde hacía mucho tiempo de las gemas de la corona. Más adelante en el programa, IRS, DiBiase Jr., Virgil y Rowdy Roddy Piper fueron confrontados por The A-Team y Dusty Rhodes, quienes los atacaron y reclamaron la corona.
El 28 de junio en Raw, Rotunda fue una de las cuatro personas que entraron al ring para celebrar la carrera de Ricky Steamboat, pero fueron atacados por The Nexus.
Rotunda apareció en la edición del 9 de abril de 2012 de Raw. Él, junto con muchos otros funcionarios y superestrellas de la WWE, intentó detener una pelea entre Brock Lesnar y John Cena.
En el episodio Old School de Raw del 6 de enero de 2014, Irwin R. Schyster se encontró con Big E Langston camino a un combate y le dijo que pagara sus impuestos, a lo que Langston sonrió. Inmediatamente antes, Langston pasó junto a sus compañeros miembros de The Million Dollar Corporation, Nikolai Volkoff y Ted DiBiase.
Continuó trabajando como agente de carretera de la WWE y ocasionalmente fue visto en televisión en 2008.
Fue suspendido, junto con muchos otros empleados de la WWE, el 15 de abril de 2020 y fue liberado oficialmente el 10 de septiembre de 2020.
En enero de 2021, en Raw Legends Night, Rotunda, como IRS, hizo su primera aparición desde que fue liberado por la WWE en un segmento detrás del escenario con Ric Flair.
El 3 de septiembre de 2021, el Salón de la Fama de la Lucha Libre Profesional George Tragos/Lou Thesz anunció que Rotunda será incluida en su Clase 2022, junto con el locutor Jim Ross y Trish Stratus. La ceremonia de juramentación tuvo lugar del 21 al 23 de julio de 2022.
El 23 de enero de 2023, Rotunda, como IRS, hizo una aparición detrás del escenario en Raw is XXX junto a Ted DiBiase.
El 8 de marzo de 2024, Rotunda, junto con su excompañero de equipo y cuñado Barry Windham, como parte de The U.S. Express, fueron anunciados como el primer equipo en ser ingresado para la Clase de 2024 del Salón de la Fama de la WWE.

## Vida personal
Rotunda está casado con Stephanie Rotunda (de soltera Windham), hija del luchador profesional Blackjack Mulligan y hermana de Barry y Kendall Windham. Tienen 3 hijos juntos, sus hijos Windham y Taylor fueron luchadores profesionales que trabajaron en la WWE, mejor conocidos como Bray Wyatt y Bo Dallas respectivamente. También tienen una hija llamada Mika. El 24 de agosto de 2023, el hijo de Rotunda, Windham, falleció.

## Campeonatos y logros
- All Japan Pro Wrestling

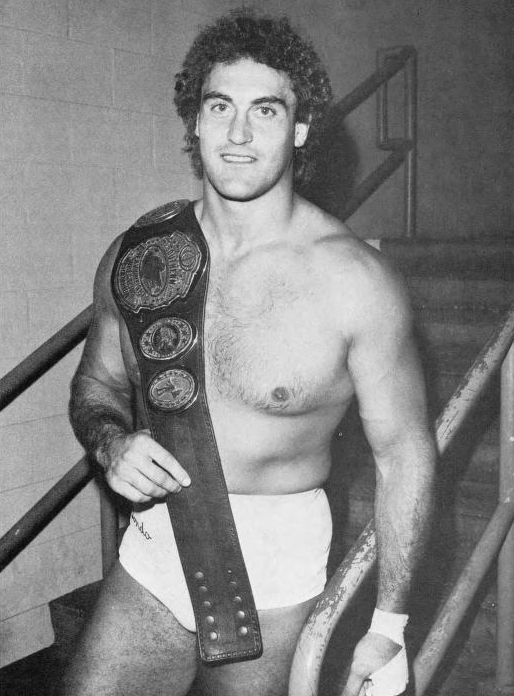
Rotunda como Campeón Sureño Peso Pesado de la NWA, alrededor de 1983.

  - World's Strongest Tag Determination League (2000) - con "Dr. Death" Steve Williams
- Championship Wrestling from Florida
  - NWA Florida Heavyweight Championship (3 veces)[31]
  - NWA Southern Heavyweight Championship (Florida version) (2 veces)[32]
  - NWA United States Tag Team Championship (Florida version) (5 veces) - con Mike Davis (1) y Barry Windham (4)[33]
- George Tragos/Lou Thesz Professional Wrestling Hall of Fame
  - Class of 2022[34]
- Jim Crockett Promotions/World Championship Wrestling
  - NWA World Television Championship (3 veces)[35]
  - NWA World Tag Team Championship (Mid-Atlantic version) (1 vez) - con Steve Williams[5][36]
- Maple Leaf Wrestling
  - NWA Canadian Television Championship (1 vez)[37]
- Pro Wrestling Illustrated
  - Clasificado en el puesto 26 de los 500 mejores luchadores del PWI 500 en 1994[38]
  - Clasificado en el puesto 164 de los 500 mejores luchadores de los PWI Years en 2003[39]
  - Ocupa el puesto número 61 de los 100 mejores equipos con Te DiBiase de los PWI Years en 2003[40]
  - Clasificado en el puesto 48 de los 100 mejores equipos con Barry Windham durante los PWI Years en 2003
- World Wrestling Federation/WWE
  - WWF Tag Team Championship (5 veces) - con Barry Windham (2) y Ted DiBiase (3)[4][5]
  - WWE Hall of Fame (Class of 2024) - como miembro de The U.S. Express[41]
- Wrestling Observer Newsletter
  - Best Gimmick (1996) - nWo
  - Feud of the Year (1996) New World Order vs. World Championship Wrestling